# Megalara garuda
Megalara garuda este o viespe de mari dimensiuni din genul Megalara, familia Crabronidae, tribul Larrini. A fost descoperită pentru prima dată în anul 2011 de către Lynn Kimsey, director al Muzeului de Entomologie Bohart și profesor de entomologie la Universitatea din California, Davis, pe munții Mekongga din partea de sud-est a insulei indoneziene Sulawesi. A fost descoperită simultan și de Michael Ohl, directorul secției de entomologie de la Museum für Naturkunde din Berlin, Germania.
În martie 2012 a fost lansată o descriere științifică a insectei. Specia a fost numită după Garuda, simbolul național al Indoneziei, un luptător mitic.

## Caracteristici
Masculii măsoară 3,3 cm (1,3 inchi), și au fălci de mari dimensiuni. Femelele sunt ceva mai mici, dar mai mari decât celelalte specii din sub-familie. Amândouă sexele au o culoare negru-sclipitor, cu aripi negre. Este un prădător solitar al altor specii de insecte. Această specie are un diformism sexual puternic. Mărimea acestei viespi a fost în așa fel comentată de către Kimsey: "Dinții lor sunt așa de lungi încât înconjoară capul când sunt închiși. Când fălcile sunt deschise, acestea sunt mai lungi decât picioarele din față."